# Goodland (Kansas)
Goodland – miasto w Stanach Zjednoczonych, w stanie Kansas, w hrabstwie Sherman.